# Hiram Rhodes Revels

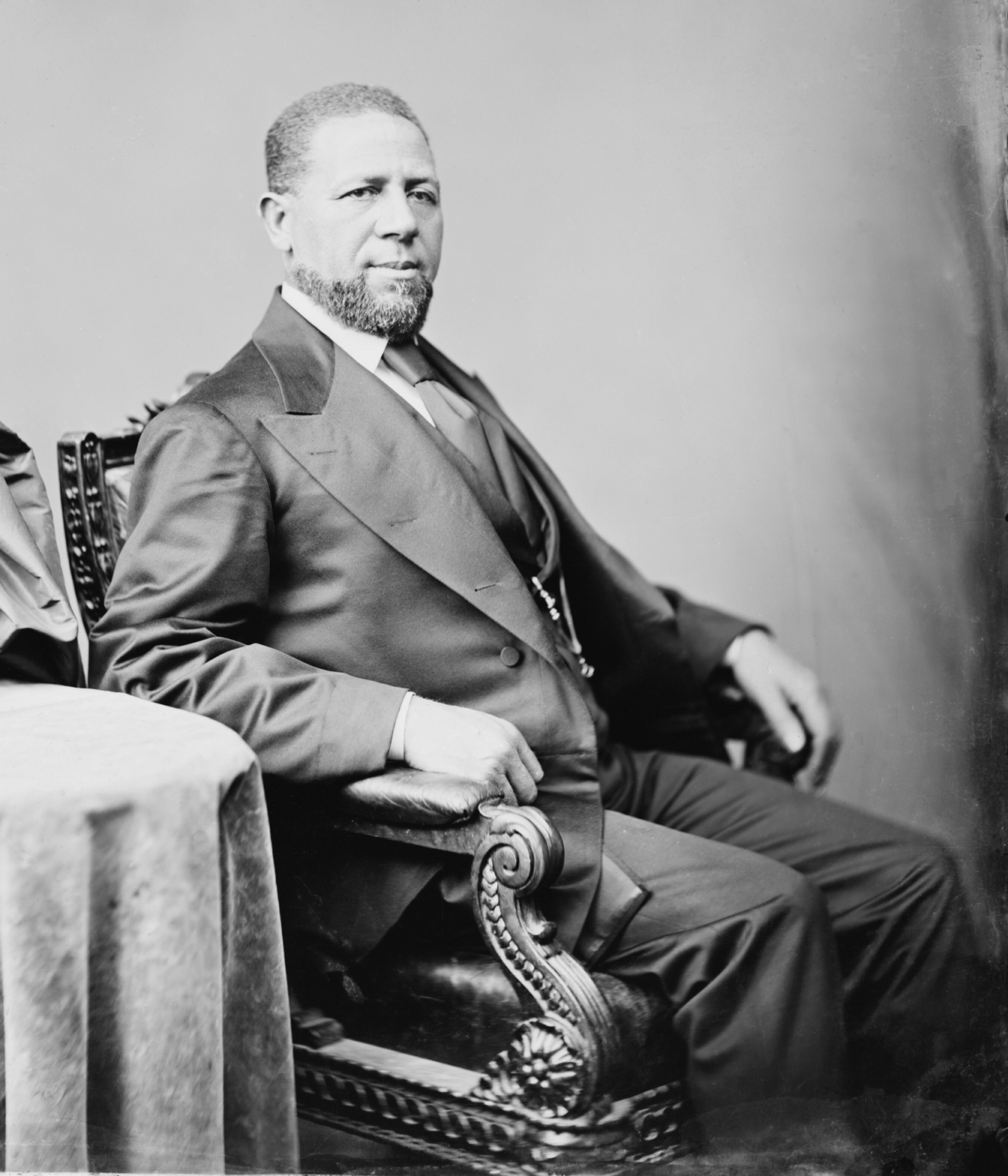
Hiram Rhodes Revels

Hiram Rhodes Revels (* 27. September 1827 in Fayetteville, North Carolina; † 16. Januar 1901 in Aberdeen, Mississippi) war ein US-amerikanischer Politiker und Geistlicher, der 1870 als erster Afroamerikaner in den US-Senat gewählt wurde.
Revels wurde 1845 Prediger der African Methodist Episcopal Church. 1861 beteiligte er sich am Aufbau zweier schwarzer Regimenter, die im Bürgerkrieg für die Nordstaaten kämpften. Revels selbst diente dort ab 1864 als Hauptmann.
Nach dem Krieg zog er nach Natchez in Mississippi und ging ab 1866 in die Politik. 1870 wurde Revels als Republikaner in den US-Senat gewählt und nahm dort für 14 Monate den Sitz ein, den 1861 – unmittelbar vor Ausbruch des Bürgerkrieges – Albert G. Brown geräumt hatte. Ab 1871 wurde Revels Präsident des Alcorn Agricultural and Mechanical College, der ersten Hochschule für Schwarze in Mississippi.